# Bitka pri Blandfordu
Bitka pri Blandfordu (ali Blanfordu), imenovana tudi bitka pri Petersburgu, se je odvijala blizu Petersburga v Virginiji 25. aprila 1781, pozno v ameriški vojni za neodvisnost. Približno 2.300 britanskih rednih vojakov pod poveljstvom brigadnega generala Williama Phillipsa je premagalo približno 1.000 milic pod generalmajorjem baronom von Steubenom.
Uvedba britanske vojaške prisotnosti, ki jo je vodil prebežniški general Benedict Arnold v Virginiji v začetku leta 1781, je spodbudila povečanje dejavnosti milic za boj proti britanskim silam. Milice so bile kljub temu slabo usposobljene in opremljene ter niso mogle preprečiti Arnoldu prostega gibanja. Arnolda so marca 1781 okrepile dodatne čete pod vodstvom generala Phillipsa, ki je med roparskim pohodom ciljal na Petersburg. Milice, ki sta jih vodila von Steuben in Peter Muhlenberg, so se odločile za obrambo pri Blandfordu, takrat ločeni skupnosti.
Ko se je bitka začela, je številčno šibkejša milica izkazala izjemno močan odpor proti britanskemu napredovanju in izvedla discipliniran umik čez reko Appomattox, s čimer se je izognila poskusu obkolitve, ki ga je vodil John Graves Simcoe. Sčasoma so se umaknili v Richmond v Virginiji, kjer so se združili s četami kontinentalne vojske, ki jih je vodil markiz de Lafayette. Philips in Arnold sta nadaljevala z napadi in se sčasoma združila z vojsko Charlesa Cornwallisa, 1. markiza Cornwallisa, iz Severne Karoline.